# Palazzo del Governatore di Borgo
Il Palazzo del Governatore di Borgo, detto anche Palazzo delle Prigioni di Borgo, Palazzo del Soldano o Palazzo dal Pozzo, è stato un palazzo rinascimentale a Roma, importante per ragioni artistiche e storiche. Opera di Antonio da Sangallo il giovane, esso era situato nel rione Borgo e fu demolito nel 1936 per l’apertura di Via della Conciliazione.

## Ubicazione
Il palazzo si trovava a Roma, nel rione Borgo, e faceva parte della cosiddetta spina (il nome deriva dalla sua somiglianza con la striscia mediana di un circo romano), composta da diversi isolati allungati in direzione est-ovest tra Castel Sant'Angelo e San Pietro. 
Esso era situato fra le strade di Borgo Nuovo (a nord, di fronte alla chiesa di Santa Maria in Traspontina, dove al n. 48 aveva l'ingresso principale) e Borgo Vecchio (a sud), mentre a ovest si affacciava su vicolo dritto, "uno dei più fetidi della zona" negli anni trenta del novecento.

## Denominazioni
Il palazzo ebbe diversi nomi: Palazzo del Governatore di Borgo, Palazzo delle Prigioni di Borgo, Palazzo del Soldano o Palazzo dal Pozzo. Le prime due denominazioni sono legate alla sua funzione pubblica; la terza deriva o dall'essere stato la prigione di turchi catturati a Lepanto, i quali furono imprigionati qui per un breve periodo, oppure dall'essere stata la sede del Soldano, dal nome del capo della polizia papale; la quarta ricorda l'essere stato residenza della famiglia dal Pozzo.

## Storia
Nel 1501 Fabiano de' Cavallicci, chierico originario di Novara, morendo lasciò in eredità la sua casa in Borgo per metà al convento di Sant'Onofrio al Gianicolo, e per metà all'ospedale del Salvatore; quest’ultimo diede la sua parte in affitto. Nel 1526 questa parte dell'immobile fu venduta a Jacopo Bernardino Ferrari, "maestro del registro delle bolle" nella cancelleria apostolica. Quest'ultimo possedeva già da tempo la prima metà dell'edificio e desiderava ampliare la sua proprietà costruendo al suo posto un palazzo.
Ferrari dette l’incarico della costruzione ad Antonio da Sangallo il Giovane; l'attribuzione del progetto all’architetto toscano è sicura, basandosi su diversi disegni di sua mano o eseguiti da Aristotile e Giovan Francesco da Sangallo e da Baldassarre Peruzzi e conservati nella galleria degli Uffizi. Il Ferrari morì probabilmente durante il sacco di Roma del 1527, e la proprietà passò a Pietro Paolo Arditio, notaio della Camera apostolica.
Secondo Gustavo Giovannoni invece il palazzo venne fatto costruire da Guglielmo dal Pozzo, protonotario apostolico, morto anch'egli nel 1527 e sepolto in Santa Maria in Traspontina. Giovannoni basa quest’attribuzione sul ritrovamento effettuato da lui stesso di due stemmi in pietra della famiglia dal Pozzo, trovati nell’androne e nel cortile del palazzo, e posti su due chiavi di volta. Bisogna però notare che non esiste alcun documento relativo all'edificio dove venga citato il nome dei dal Pozzo.
Nel 1571 un erede dell’Arditio, Girolamo, vendette il palazzo alla Camera Apostolica. Essa lo destinò a sede della curia del Governatore del Borgo (quartiere a quel tempo amministrativamente separato da Roma), del relativo tribunale e delle carceri; queste ultime andarono a sostituire la prigione dentro la torre Giustina presso palazzo Cesi, quando essa venne demolita. La carica di governatore fu istituita da papa Giulio III (r. 1550-55) il 22 Febbraio 1550, e abolita da Clemente X (r. 1670-76) nell'anno della sua morte. La giurisdizione del magistrato si estendeva da porta S. Pietro a Castel Sant'Angelo e finiva a porta Settimiana in Trastevere. Essendo una posizione molto importante, essa veniva quasi sempre concessa a famigliari del pontefice.
In questo periodo l'edificio fu testimone di fatti truculenti e ospitò nella sua prigione (simile alle altre prigioni romane ma priva di servizi essenziali come l'infermeria) personaggi importanti: nel 1561 un garzone dell'osteria del cavalletto in Borgo Vecchio, dove aveva perpetrato un furto, dopo aver confessato si gettò da una finestra del palazzo. Spirato presso l'Ospedale di Santo Spirito, nonostante ciò venne condannato a essere impiccato da morto di fronte alla locanda dove aveva lavorato;
Nel settembre 1596 fu ospite delle prigioni di Borgo per un mese Francesco Cenci, il depravato padre di Beatrice, condannato per essere stato sorpreso in intimità con la moglie di un calzolaio. Esso era stato condannato a essere frustato, ma poté evitare la pena grazie all'intercessione del Cardinale Anton Maria Salviati;
Nel marzo 1599 davanti alle prigioni di Borgo furono impiccati tre sbirri del Bargello accusati di aver svaligiato il "procaccio di Napoli", cioè il corriere postale per la città campana, che invece avrebbero dovuto scortare.
Nel 1676 il palazzo fu trasformato in casa di affitto, e con gli anni deperì grandemente: al momento della demolizione, nel 1936, risultava privo dei frontoni delle finestre e delle edicole. Gli architetti Marcello Piacentini e Attilio Spaccarelli salvarono dell'antico edificio, di cui originariamente era stata prevista la ricostruzione, solo il portale il quale, sormontato da un attico per portarlo al livello di quelli degli altri palazzi della nuova strada, venne rimontato su di un nuovo edificio sito in Via della Conciliazione n. 15.

## Architettura

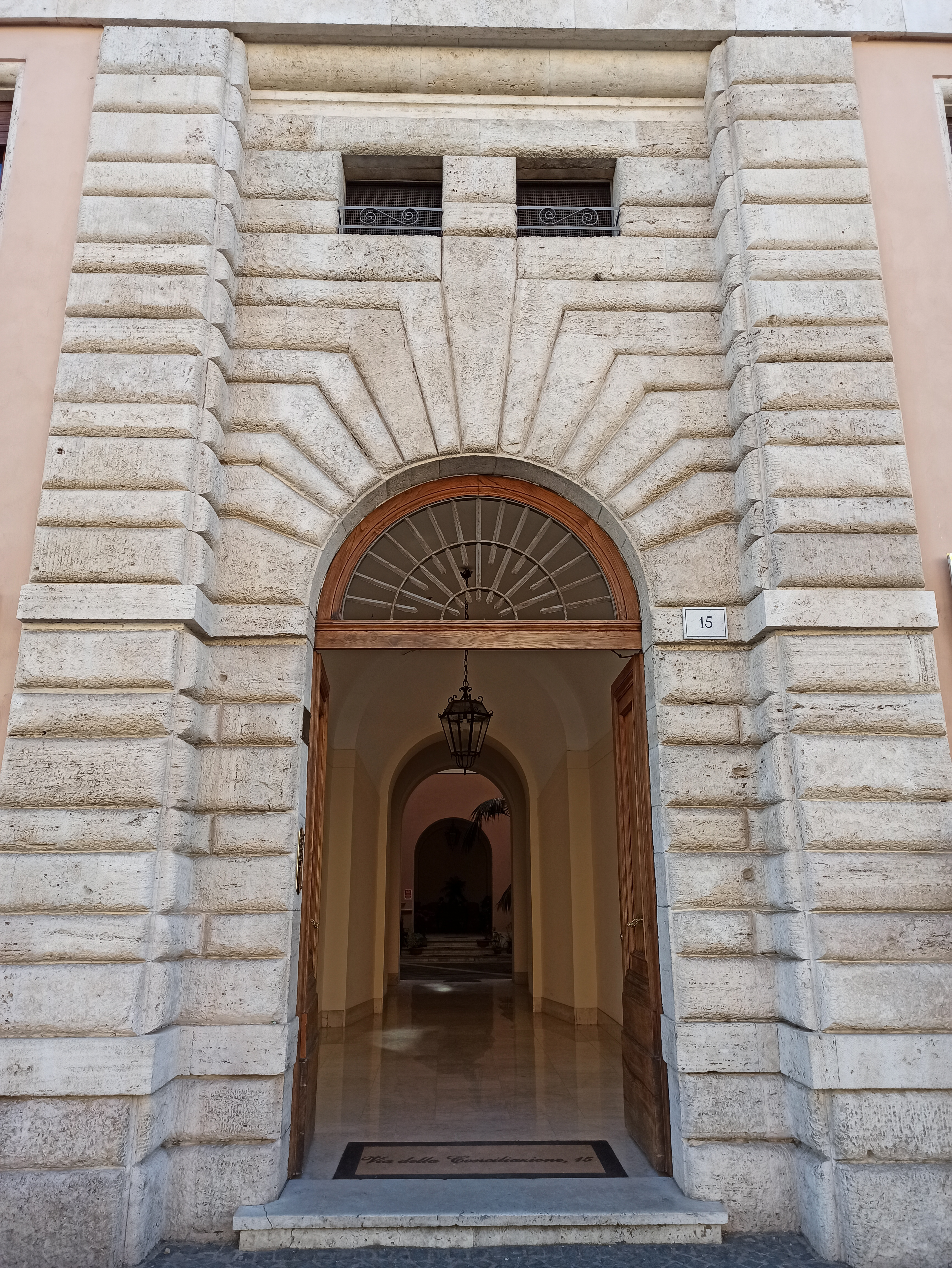
Il portale del Palazzo rimontato a via della Conciliazione n. 15

L'edificio, eretto in un lotto longitudinale di scarsa ampiezza, e che presentava l'aspetto arcigno di una torre massiccia, aveva un piano terra in travertino a grosse bugne con un basamento a scarpa che arrivava sino al primo marcapiano. Al centro si apriva un portale affiancato da due botteghe, sull'esempio del Foro di Cesare. Il piano terra era sormontato da due piani in mattoni segnati da potenti bugne angolari: il primo era scandito da sei finestre a edicola fiancheggiate da semicolonne sorrette da mensole analoghe a quelle usate al secondo piano di Palazzo Farnese. Il Sangallo le aveva desunte dal portale d'ingresso dei mercati traianei verso il quirinale. Le sei finestre del secondo piano erano sormontate invece da un timpano triangolare; nel cornicione sorretto da mensole si aprivano le finestre delle soffitte. 
Secondo Paolo Portoghesi, Palazzo dal Pozzo è una delle prime opere che testimoniano dell'evoluzione della cultura del Sangallo, "ormai libera da incertezze e consapevolmente diretta alla riacquisizione di vocaboli classici".